# B.Baby
Salem Barka, känd under artistnamnet B.Baby, född 8 februari 2002 i Biskopsgården, Göteborg, är en svensk rappare och låtskrivare.

## Biografi
B.Baby fick sitt stora genombrott 2020 när han släppte singeln "Talk About It". I låten tog han upp samhällsproblem som rasism, skjutningar och psykisk ohälsa, några som han tyckte att "det pratas för lite om". I den uppföljande singeln "Talk About It 2" gjorde han om följares meddelanden till text och gjorde det för att han ville "komma närmre sina följare". I denna veva var B.Baby en del av Adels skivbolag Fivestar Records.
Den 11 november 2021 släpptes B.Babys debutalbum Chase The Baby, som innehöll 11 låtar och gästades av Asme, Greekazo och A36.
I oktober 2023 släppte B.Baby singeln "Hjärta", som samplade Myra Granbergs hitlåt "Tills mitt hjärta går under". Låten nådde en förstaplats på både svensk topp 50, men även på Sverigetopplistans singellista.

## Diskografi

### Studioalbum
| År   | Titel          | Topplistenoteringar |
| År   | Titel          | SWE                 |
| ---- | -------------- | ------------------- |
| 2020 | Traumatiserad  | 19                  |
| 2021 | Chase The Baby | 29                  |

### Singlar
| År   | Titel           | Topplistenoteringar |
| År   | Titel           | SWE                 |
| ---- | --------------- | ------------------- |
| 2021 | "Talk About It" | 30                  |
| 2023 | "Hjärta"        | 1                   |